# Le cochon danseur
Le cochon danseur – francuski czarno-biały film niemy z 1907 roku.

## Akcja
Wielki knur chodzący na dwóch nogach, ubrany w eleganckie ludzkie ubrania z przełomu wieków próbuje zachęcić dziewczynę do tańca, ale dziewczyna daje się na to nakłonić dopiero po tym, jak zedrze z niego ubranie, ku jego zawstydzeniu. Następnie knur i dziewczyna tańczą, aż w końcu znikają za kotarą. Ostatnia scena przedstawia zbliżenie na głowę oblizującego się i uśmiechającego się knura.